# Keewatin Air
Keewatin Air — канадская авиакомпания местного значения со штаб-квартирой в городе Рэнкин-Инлет (территория Нунавут), выполняющая пассажирские и грузовые авиаперевозки из аэропорта Рэнкин-Инлет.

## История и общие сведения
Keewatin Air Lifeline была основана в 1972 году бывшим пилотом авиакомпании Lamb Air Фрэнком Робертом Мэй и его супругой Джуди Сэксби. Своё название компания получила по месту своего образования в регионе Киватин, (Северо-Западные Территории).
Первоначально авиакомпания выполняла чартерные рейсы по аэропортам местного значения в регионе Киватин, затем, с 1987 года в список услуг было включено обеспечение работы аэромобильных бригад скорой медицинской помощи (санитарная авиация). К этому времени Keewatin Air Lifeline эксплуатировала три самолёта Beechcraft King Air 200. По состоянию на февраль 2010 года в подразделении санавиации авиакомпании, известном под торговой маркой Nunavut Lifeline, работают два самолёта в аэропорту Рэнкин-Инлет и один самолёт в аэропорту города Черчилл (Манитоба).
В 1998 году авиакомпания создала дочернее подразделение Kivalliq Air для выполнения регулярных пассажирских перевозок в регионе Кивалик, а также в аэропорты городов Виннипег и Черчилл.
В 2005 году компания была приобретена инвестиционной группой «Exchange Industrial Income Fund», в собственности которой находится ещё одна авиакомпания Канады Perimeter Aviation, при этом руководство перевозчика осталось за супругами Фрэнком Мэй и Джуди Сэксби.

## Маршрутная сеть
Авиакомпания Kivalliq Air осуществляет регулярные пассажирские, чартерные и грузовые авиаперевозки в шесть дней в неделю по аэропортам региона Киваллик из узловых портов в Черчилле и Виннипеге
В апреле 2011 года маршрутная сеть регулярных перевозок авиакомпании охватывала следующие пункты назначения:
- Манитоба
  - Черчилл — аэропорт Черчилл
  - Виннипег — международный аэропорт Виннипега имени Джеймса Армстронга Ричардсона

- Нунавут
  - Арвиат — аэропорт Арвиат
  - Бейкер-Лейк — аэропорт Бейкер-Лейк
  - Честерфилд-Инлет — аэропорт Честерфилд-Инлет
  - Корал-Харбор — аэропорт Корал-Харбор
  - Рэнкин-Инлет — аэропорт Рэнкин-Инлет
  - Репулс-Бей — аэропорт Репулс-Бей
  - Саникилуак — аэропорт Саникилуак
  - Уэйл-Ков — аэропорт Уэйл-Ков

## Флот
По состоянию на апрель 2011 года воздушный флот авиакомпании Keewatin Air составляли следующие самолёты: